# تنوچتیتلان

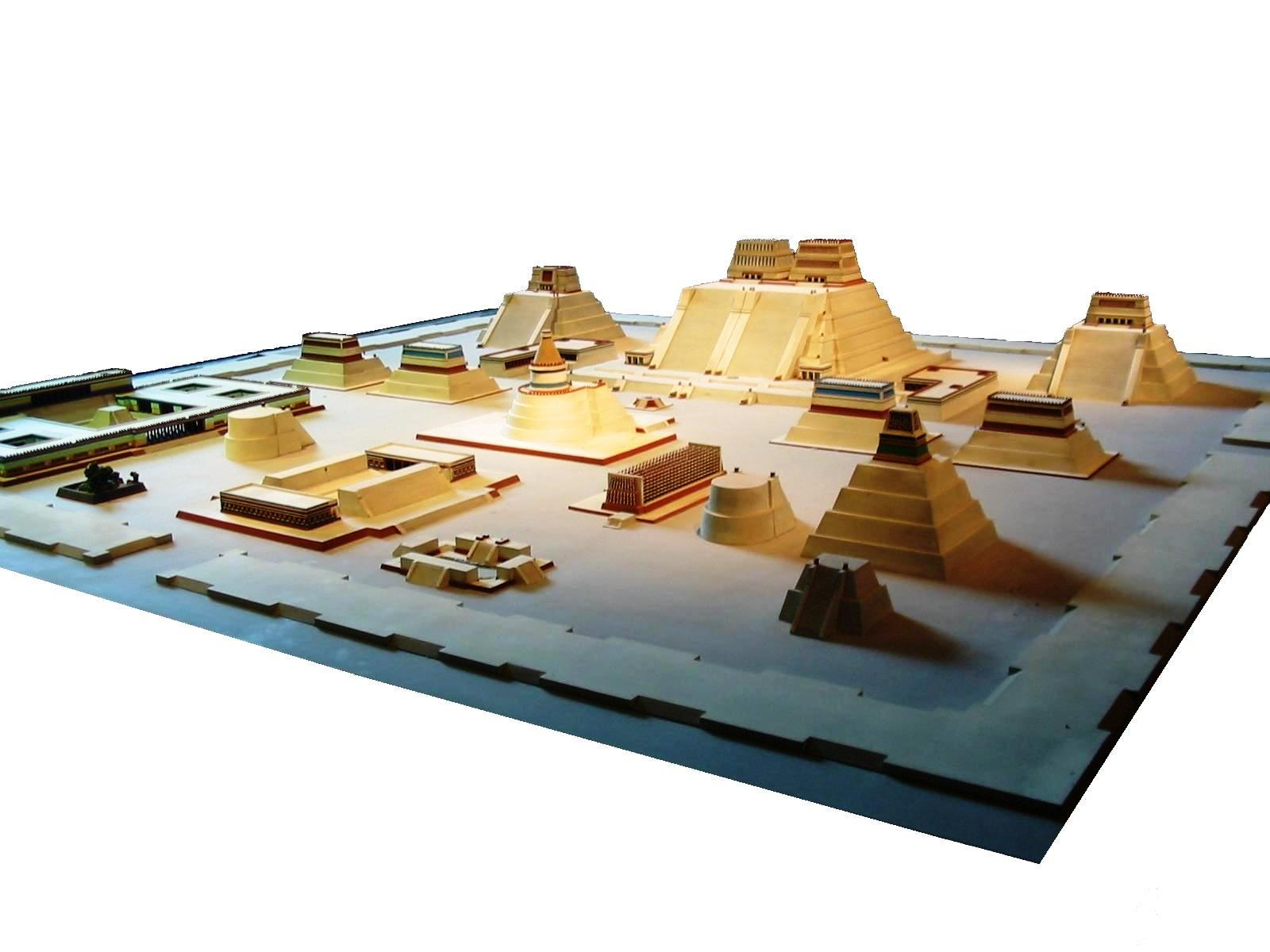
مدل تنوچتیتلان "Tenochtitlan"، در موزه ملی مردم شناسی در مکزیک.

تنوچتیتلان (به اسپانیایی: Tenochtitlán)، (به زبان ناواتل: Meshíhco Tenochtitlan) برگردان به فارسی: "Mexihtl" برگرفته از نام یکی از خداهای آزتک = (Huitzilopochtli) اویتسیلوپوچتلی، / "co" مکانی / "tetl" = سنگ / nochtli = گلابی خاردار کاکتوس (میوه کاکتوس) / Tlan = محل، شهری است که در سال ۱۳۲۵ میلادی (۷۰۳ خورشیدی) بنیاد شده، و در قرن ۱۵ میلادی پایتخت امپراتوری مشیکا (آزتک) بود و نام مکزیکوسیتی در زمان آزتک‌ها بود، پیش از اینکه اسپانیایی‌ها در سال ۱۵۲۱ میلادی این شهر را با شکست آزتک‌ها در دست خود بگیرند و ویران کنند. آزتک‌ها قومی از سرخ‌پوستان بومی آمریکا (مکزیک) هستند.
شهر تنوچتیتلان در زمان ورود اسپانیایی‌ها یعنی در حدود سال ۱۵۰۰ میلادی ۲۰۰ هزار نفر جمعیت داشت و بنابراین یکی از بزرگ‌ترین شهرهای جهان بود.

## پیشینه

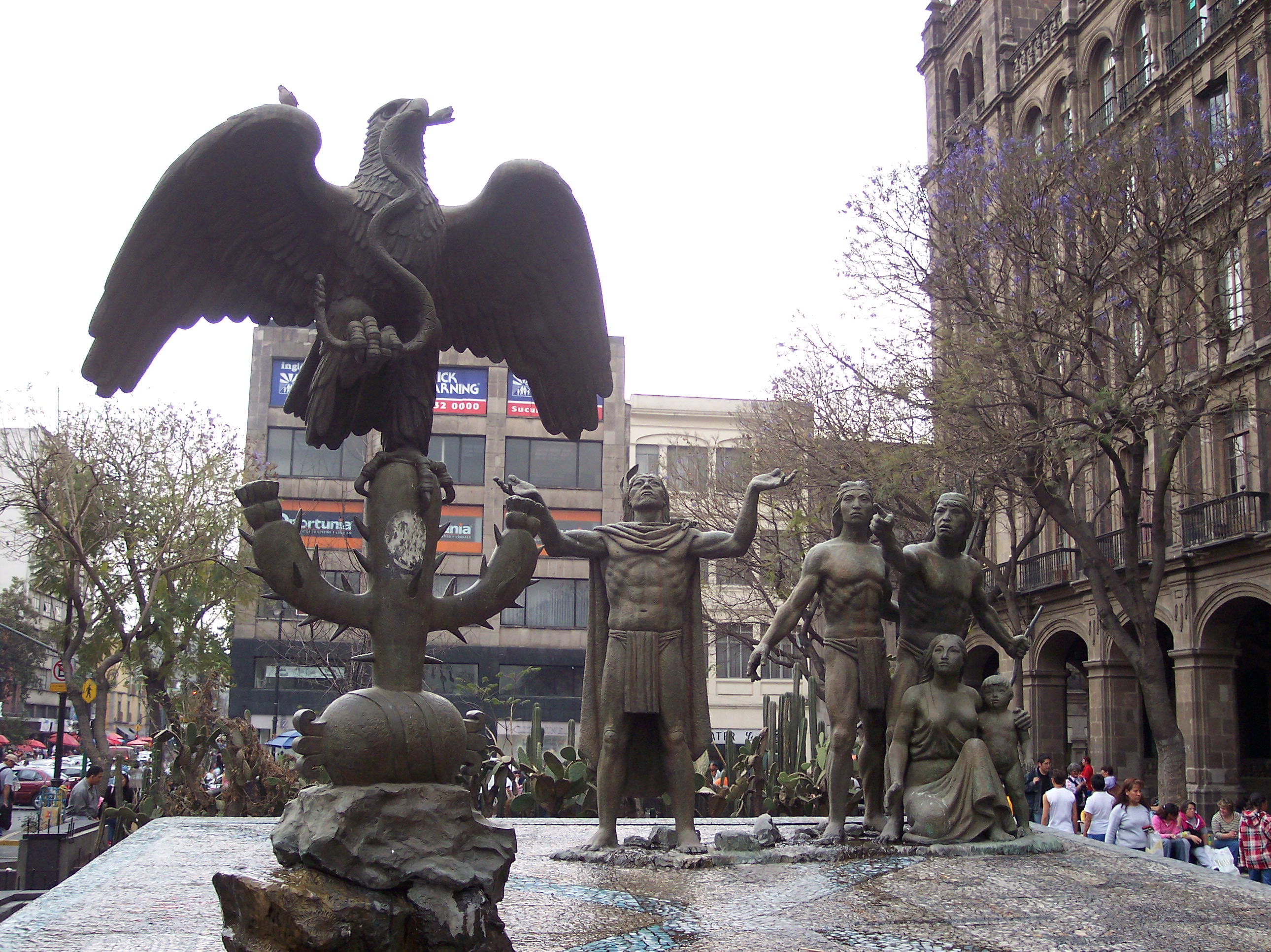
مجسمه بزرگداشت بنیاد تنوچتیتلان "Tenochtitlan"، در کنار سالن شهر مکزیکو سیتی.

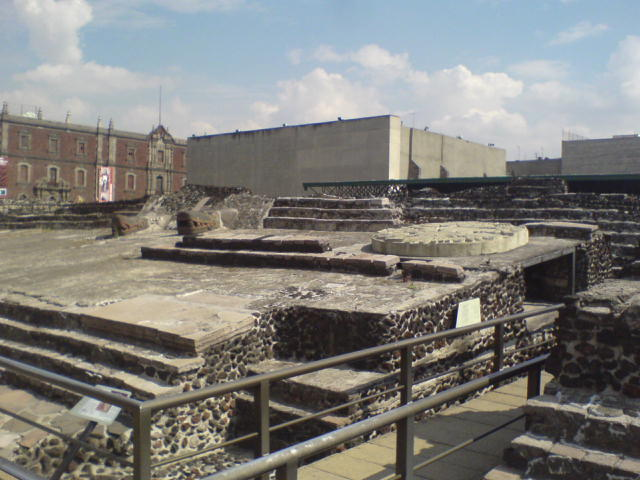
قسمت بازمانده از شهر تنوچتیتلان (تمپلو مایور) امروزه در مرکز شهر مکزیکو سیتی.

پیشینه ی بنیاد این شهر، یک واقعیت است که با افسانه آمیخته شده‌است. در مذهب و تمدن آزتک‌ها، این قبیله در انتظارِ رخ دادن یک پیشگویی باستانی بودند که قبیله‌های سرگردان در آن زمان به دنبال آن بودند، این پیشگویی از محل مورد نظر برای بنیاد یک شهر بزرگ که باید به دست آنان ساخته شد سخن می‌گفت. در جایی که یک عقاب در حال خوردن یک مار، بالای یک کاکتوس نشسته باشد. امروزه نماد این پیشگویی نشان ملی پرچم کشور مکزیک است.
این پیشگویی چنین می‌گفت:
بروید و ببینید کاکتوس وحشی را؛ در آنجا خواهید دید ساکت عقابی را که بر روی آن قد علم کرده‌است. آنجا غذا می‌خورد، آنجا پرهایش را شانه می‌کند و با آن قلب شما خوشحال خواهد شد: آنجا قلب کوپیل "Copil" است که شما در آبهایی که می‌پیچند و می‌پیچند پرتابش کردید!، آنجا آمده و افتاده، و در میان سنگ‌ها، در غارها که میان نی‌ها و جگن‌ها هستند، از قلب کوپیل "Copil" یک کاکتوس وحشی جوانه زده، آنجا خواهیم بود و آنجا پادشاهی خواهیم کرد! آنجا صبر خواهیم کرد و همه نوع از مردم را پیدا خواهیم کرد. سینه‌های ما، سرهای ما، پیکان‌های ما، سپرهای ما، آنجاست که نشانشان خواهیم داد: آنجاست که همه آنان که در اطراف ما هستند فتح می‌کنیم! اینجا خواهد بود، پایدار شهر ما تنوچتیتلان! آنجایی که عقاب فریاد می‌کشد، بال‌هایش را باز می‌کند؛ آنجا که او غذا می‌خورد و آنجا که ماهی‌ها پرواز می‌کنند، آنجا که مارها عرصه می‌کنند و سوت می‌زنند! این مکزیک تنوچتیتلان خواهد بود، و بسیار چیزهای دیگری اتفاق خواهند افتاد.
فرهنگ پر رونق و توسعه در این شهر به راه افتاد و تمدن آزتک‌ها بر قبیله‌های دیگر در سراسر مکزیک تسلط پیدا کردند. جزیره‌ای کوچکی که تنوچتیتلان در آن بنیاد شده بود هر روز بزرگ‌تر و بزرگ‌تر می‌شد تا اینکه، تبدیل به بزرگترین و قدرتمندترین شهر در آمریکای میانه شد. مسیرهای تجاری که کالاها را از خلیج مکزیک به این مکان می‌آوردند، همچنین از اقیانوس آرام و حتی به نظر می‌رسد از امپراتوری اینکا بر پا شده بودند.
کنکیستادور اسپانیایی، ارنان کورتس در تاریخ ۸ نوامبر ۱۵۱۹ میلادی (۱۶ آبان ۸۹۸ خورشیدی)، وارد تنوچتیتلان شد. در آن زمان اعتقاد بر این بوده‌است که این شهر یکی از بزرگترین شهرها در جهان بوده، در مقایسه با اروپا، تنها پاریس، ونیز و قسطنطنیه بزرگتر از تنوچتیتلان بودند. در نامه‌ای به پادشاه اسپانیا، کورتس نوشته‌است که تنوچتیتلان به اندازهٔ سبیا یا کوردوبا بزرگ بود است.
پس از اینکه این شهر به دست کورتس افتاد کم‌کم دست به کارگردانی نابودی سیستماتیک و صاف کردن این شهر دست زد، سپس بازسازی آن با وجود مخالفت با یک منطقه مرکزی که برای استفاده اسپانیایی‌ها تعیین شده بود.
امروزه این باور وجود دارد که جمیعت تنوچتیتلان بیش از ۲۰۰٬۰۰۰ نفر بوده‌است، در نظر سنجیهای علمی پیرامون شهرهای آمریکای میانه گفته می‌شود که در این شهر ۲۱۲٬۵۰۰ نفر زندگی می‌کردند. هرچند یادکردهای دیگری وجود دارد که این جمیعت را ۳۵۰٬۰۰۰ نفر ارزیابی می‌کنند.

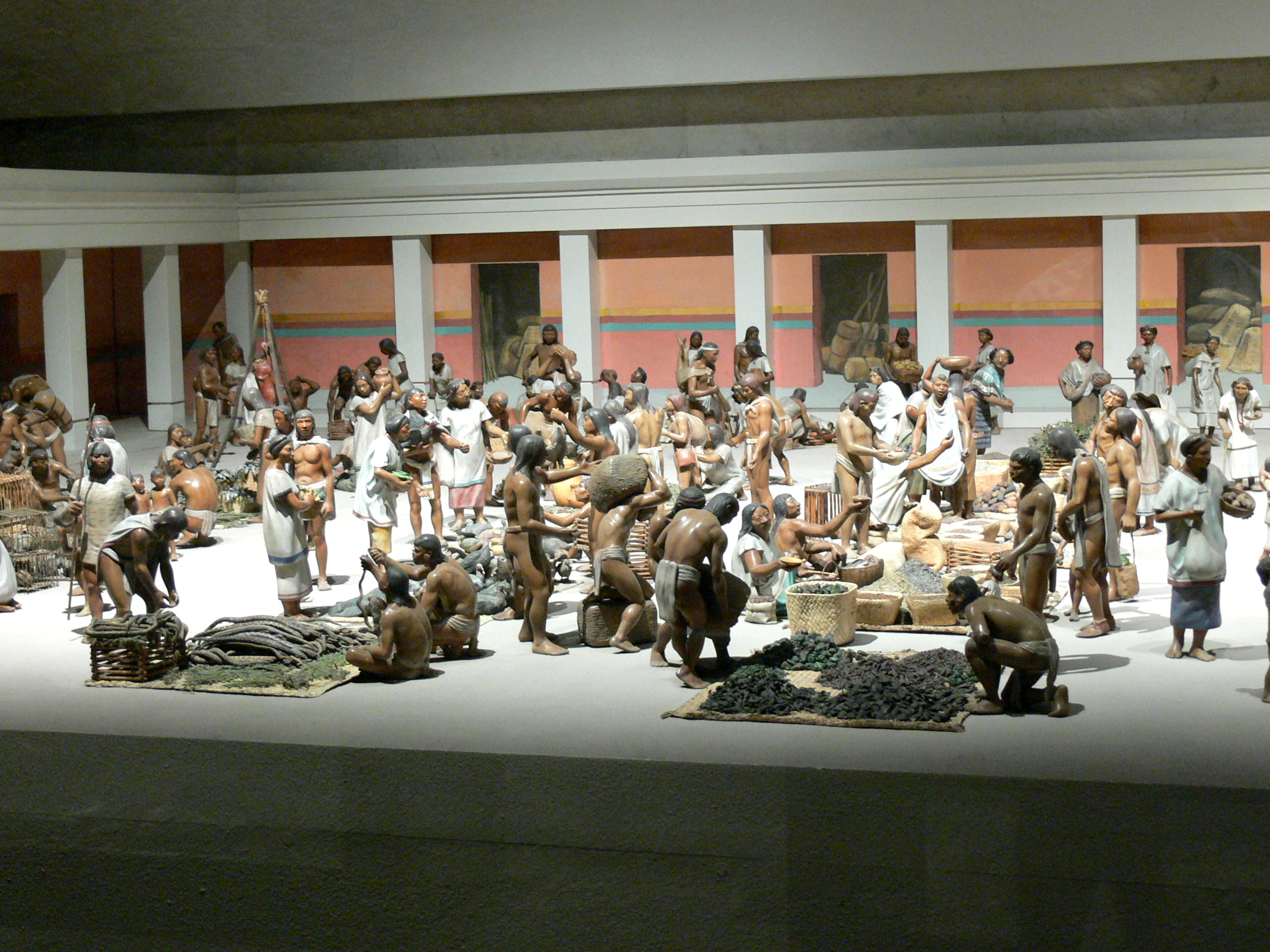
بازسازی بازار در تنوچتیتلان "Tenochtitlan"، موزه ملی مردم شناسی در مکزیک.